# Home Nations Championship 1883
Home Nations Championship 1883 – pierwsza edycja Home Nations Championship, mistrzostw Wysp Brytyjskich w rugby union, rozegrana pomiędzy 16 grudnia 1882 a 3 marca 1883 roku. W turnieju zwyciężyła Anglia, która pokonała wszystkich rywali i tym samym zdobyła Triple Crown.
Zgodnie z ówczesnymi zasadami punktowania, zwycięzcą meczu była drużyna z większą liczbą goli. Przy jednakowej liczbie goli zwyciężał natomiast zespół, który zdobył więcej przyłożeń.

## Mecze
| 16 grudnia 1882 | Walia | 0G – 2G | Anglia                                                              | St. Helens Ground, Swansea Widzów: 3 000 Sędzia: D. Herbert |
| 16 grudnia 1882 |       | Relacja | Punkty: Bolton (P) Henderson (P) Thomson (P) Wade (3P) Evanson (2G) | St. Helens Ground, Swansea Widzów: 3 000 Sędzia: D. Herbert |

| 8 stycznia 1883 | Szkocja                                          | 3G – 1G | Walia                         | Raeburn Place, Edynburg Widzów: 4 000 Sędzia: George Rowland Hill |
| 8 stycznia 1883 | Punkty: McFarlan (2P) Wauchope (P) Maclagan (3G) | Relacja | Punkty: Judson (P) Lewis (1G) | Raeburn Place, Edynburg Widzów: 4 000 Sędzia: George Rowland Hill |

| 5 lutego 1883 | Anglia                                                        | 1G – 0G | Irlandia            | Wahalley Range, Manchester Sędzia: A.S. Pattison |
| 5 lutego 1883 | Punkty: Bolton (P) Tatham (P) Twynam (P) Wade (P) Evanson (G) | Relacja | Punkty: Forrest (P) | Wahalley Range, Manchester Sędzia: A.S. Pattison |

| 17 lutego 1883 | Irlandia | 0G – 1G | Szkocja                       | Ormeau Road, Belfast Sędzia: Hugh Kelly |
| 17 lutego 1883 |          | Relacja | Punkty: Reid (P) Maclagan (G) | Ormeau Road, Belfast Sędzia: Hugh Kelly |

| 3 marca 1883 | Szkocja          | 0G, 1P – 0G, 2P | Anglia                          | Reaburn Place, Edynburg Sędzia: Hugh Kelly |
| 3 marca 1883 | Punkty: Reid (P) | Relacja         | Punkty: Bolton (P) Rotheram (P) | Reaburn Place, Edynburg Sędzia: Hugh Kelly |

## Inne nagrody
- Triple Crown –  Anglia (po pokonaniu wszystkich rywali)
- Calcutta Cup –  Anglia (po zwycięstwie nad Szkocją)
- Drewniana łyżka –  Walia (za zajęcie ostatniego miejsca w turnieju)